# Đuôi chồn không thân
Đuôi chồn không thân hay hầu vĩ không thân (danh pháp hai phần: Uraria acaulis) là một loài thực vật có hoa trong họ Đậu. Loài này được Schindl. miêu tả khoa học đầu tiên.